# Єрсиніоз кишковий
Єрсиніо́з кишко́вий — гостре інфекційне захворювання, яке спричинює Yersinia enterocolitica з роду Єрсинія та характеризується фекально-оральним механізмом передачі, симптомами інтоксикації, ураженням шлунково-кишкового тракту, печінки, суглобів, інших органів та систем. До хвороб, які спричинюють інші види єрсиній, відносять чуму і псевдотуберкульоз.

## Історичні відомості
Збудника кишкового єрсиніозу вперше описали МкІвер і Пік у 1935 році, а виділив у чистій культурі в 1939 році в США Р. Гілберт. Перші захворювання людей, які були зумовлені Y. enterocolitica, зареєстровані у 1962—1966 роках у Франції, Бельгії, Чехословаччині, Швеції.

## Актуальність
Кишковий єрсиніоз реєструється повсюдно. Найбільш часто захворювання зустрічається в країнах Північної і Західної Європи, у Великій Британії, Японії, США, Канаді. У США, Західній Європі кишковий єрсиніоз займає 7 місце у структурі гострих кишкових інфекцій, а Y. enterocolitica — 3-4 місце серед бактеріальних збудників, збудник виділяється з випорожнень у 2,8 % усіх бактеріологічних посівів калу в США. В Україні реєструються спорадичні випадки й, іноді, спалахи кишкового єрсиніозу.

## Етіологія
Yersinia enterocolitica — грам-негативна бактерія роду єрсинія (Yersinia). Їй притаманна значна патогенність за допомогою різних факторів: адгезії, колонізації на поверхні кишкового епітелію, ентеротоксигенності, інвазивності й цитотоксичності. Найкраще зростає при температурі від +2 до +5°С, таким чином відноситься до мікроорганізмів з психрофільними властивостями. Відомо 76 серотипів Y. enterocolitica, з яких тільки 11 спричинюють хворобу в людей. Патогенні Y. enterocolitica входять до біогрупи 1B. Вони мають Н-і О-антигени. Найбільш патогенними для людей є серотипи O:3, O:5, О:27, O:8, O:9 та O:13. Деякі штами містять В- і W-антигени вірулентності, розташовані в зовнішній мембрані. У них є специфічні та перехресно реагуюючі антигени, що визначають внутрішньовидові та загальні для ентеробактерій антигенні зв'язки з Y. pseudotuberculosis, Brucellae, Escherichia, Salmonellae, Shigellae, Klebsiellae тощо. Це необхідно враховувати при інтерпретації результатів серологічних досліджень.
Детальніші відомості з цієї теми ви можете знайти в статті Yersinia enterocolitica.

## Епідеміологічні особливості

### Джерело та резервуар
Кишковий єрсиніоз можна віднести до сапронозних інфекційних хвороб, для існування збудника як виду необхідна паразитична фаза в організмі тварин, а можливість самостійного проживання у довкіллі сприяє тривалій персистенції єрсиній поза макроорганізму. Основний резервуар Y. enterocolitica в природі — ґрунт. Допускають, що у ґрунтовій екосистемі патогенні єрсинії мають своїх хазяїв, які забезпечують безперервність епізоотичного процесу. Різні гідробіонти можуть бути хазяями Y. enterocolitica, а температура, вологість, хімічний склад ґрунту впливають на тривалість життєдіяльності єрсиній, їхню вірулентність та біохімічну активність. Вторинні резервуари інфекції — гризуни та свині (основний резервуар), собаки, коти, корови, вівці, кози, лисиця, їжатці та птахи. Цей вид єрсиніозу у тварин перебігає у вигляді носійства і маніфестних форм (діарея, мастит, генералізована інфекція). Зрідка джерелом зараження може стати хвора людина, в якої збудник здатний до 90 діб виділятися з випорожненнями, або бактеріоносій Y. enterocolitica.

### Механізм зараження та фактори передачі
Кишковий єрсиніоз передається фекально-оральним механізмом, шляхи передачі: харчовий, водний і побутовий. Зазвичай людина інфікується при вживанні продуктів тваринництва, які контаміновані Y. enterocolitica: молоко та продукти з нього, м'ясо як тваринне, так й пташине, яйця, овочі та фрукти. Водний шлях зараження при кишковому єрсиніозі зустрічається рідше, спостерігається при вживанні забрудненої води колодязів, відкритих водоймищ, природних джерел, в окремих випадках — водопровідної води. В організованих колективах (медичні стаціонари, дитячі колективи, санаторії, сім'ї) за певних умов можливий побутовий шлях передачі.

## Патогенез
Y. enterocolitica потрапляє до організму людини через рот (перорально), патогенез кишкового єрсиніозу виглядає як ряд послідовних етапів:
- зараження — проникнення збудника. Основна маса єрсиній долає основний захисний бар'єр шлунку, де розвивається катарально-ерозивний гастродуоденіт;
- проникнення єрсиній у кишечник, їхня репродукція, місцева запальна реакція, проникнення збудника в лімфатичні вузли. Надалі єрсинії накопичуються у кишечнику, де відбувається адгезія до епітеліальних клітин клубової і сліпої кишки, переважно в області пейерових бляшок. Y. enterocolitica проникає в епітеліоцити, спостерігається цитотоксичне ушкодження цитоплазми і розмноження бактерій на поверхні епітелію. Ентеротоксигенні штами Y. enterocolitica виділяють термостабільний ентеротоксин, який активує аденілатциклазу ентероцитів з подальшим накопиченням внутрішньоклітинної концентрації біологічно активних речовин (цАМФ, цГМФ), що призводить до порушення водно-електролітного балансу і всмоктування. Накопичення єрсиній у кишечнику обумовлює формування запальних вогнищ з утворенням ерозій, гнійно-некротичних нашарувань, мікроабсцесів. Розвивається термінальний ілеїт, іноді апендицит. Проникнення єрсиній у регіональні лімфатичні вузли спричинює їхнє запалення — мезаденіт. У лімфатичних вузлах також виникають мікроабсцеси. У апендиксі запальний процес частіше носить катаральний характер, але можливий розвиток деструктивних форм захворювання з подальшим розвитком перитоніту. На цьому етапі інфекційний процес може завершитися, в цьому випадку спостерігаються локалізовані форми захворювання. Але за наявності високовірулентних штамів Y. enterocolitica, при зниженні реактивності організму і неспроможності місцевих факторів захисту процес може генералізуватися, розгортається інвазивним або неінвазивним шляхами;
- бактеріємія. При інвазивному шляху генералізації слідом за мезаденітом виникає бактеріємія, токсинемія, ураження багатьох органів і систем, насамперед печінки, селезінки, лімфатичних вузлів, нирок, суглобів, серця, легенів, нервової системи тощо;
- паренхіматозна дифузія. При зараженні, яке спричинюють цитотоксичні та інвазивні штами Y. enterocolitica, можливий неінвазивний шлях проникнення через слизову кишки всередині фагоцита, що призводить до швидкої паренхіматозної дисемінації збудника, формування гранульом, де на тлі незавершеного фагоцитозу відбувається розмноження та накопичення єрсиній.
- повторна генералізація, формування нових осередків запалення, автоімунних і алергійних реакцій. Наявність специфічних гранульом обумовлює вторинну бактеріємію з формуванням вторинних вогнищ запалення та імунопатологічних вторинно-вогнищевих форм (пієлонефрит, синовіт, артрит, гнійний менінгіт, міокардит, вузлувата еритема тощо), що призводить до виникнення рецидивів захворювання, затяжного і хронічного перебігу. У ряді випадків Y. enterocolitica може зіграти роль «тригера» в стимуляції імунопатологічних процесів з формуванням системних захворювань (синдром Райтера, Крона, Шегрена, ревматоїдний артрит, автоімунні тиреоїдит і гепатит, ендо-міо-перикардити).
- звільнення від збудника. Заключна фаза патогенезу — елімінація збудника з організму, що веде до одужання, настає в результаті підвищення фагоцитарної активності лейкоцитів, утворення специфічних антитіл (клітинно-гуморальний імунітет). Імунітет внаслідок перенесеного кишкового єрсиніозу нестійкий, описані повторні захворювання.

## Клінічні ознаки

### Класифікація
Відповідно до МКХ-10 кишковий єрсиніоз класифікується як:
- А04.6 — ентерит, який спричинює Yersinia enterocolitica;
- А28.2 — екстраінтестінальний єрсиніоз.

Загальноприйнятої клінічної класифікації кишкового єрсиніозу не існує. Виділяють іноді локальні форми (гастроінтестінальний і абдомінальний варіант клінічного перебігу) і генералізовані (генералізований, септичний, первинно-вогнищевий, вторинно-вогнищевий, вузлувата еритема).
Клінічні ознаки кишкового єрсиніозу відрізняються винятковим поліморфізмом. Захворюванню в тій чи іншій мірі притаманні гострий початок, інтоксикація, катаральний синдром, ураження шлунково-кишкового тракту і суглобів, екзантема, збільшення печінки і лімфатичних вузлів. Інкубаційний період триває від 15 годин до 7 діб (в середньому 2-3 дні).

### Гастроінтестінальний варіант перебігу
Зустрічається найчастіше. Починається гостро з болю в животі (помірного або інтенсивного), який локалізується вище пупка або у правій здухвинній ділянці, постійного або переймиподібного характеру. Іноді є нудота, блювання. Випорожнення рідкі, смердючі, від 4-5 до 20 разів на добу, в дуже тяжких випадках з помірною домішкою слизу і крові. Можливе зневоднення, яке, однак, дуже рідко доходить до розвитку значних гемодинамічних змін. Одночасно з гастроінтестінальними проявами спостерігаються ознаки інтоксикації: озноб, підвищення температури тіла до 38-39˚С, головний біль, слабкість, ломота в тілі, міалгії. У окремих хворих виявляються незначне дряпання в горлі, помірний нежить, гіперемія ротоглотки по типу гранульозного фарингіту, зрідка енантема, іноді ерозії на піднебінні. Язик обкладений білим нальотом, нерідко з гіпертрофованими сосочками. Також можуть зустрічатися артралгії, різі при сечовипусканні, ін'єкція склер, лімфаденопатія, гіперемія шкіри. У чверті захворілих на 1-2 день хвороби на тулубі та кінцівках виникає дрібноплямистий, розеольозний, плямисто-папульозний, уртикарно-папульозний висип, який досить швидко зникає. У третини хворих збільшена печінка. Можлива стерта форма без інтоксикації, із незначними симптомами ураження травної системи. Тривалість цього варіанту від 4-5 до 14 днів, спостерігаються загострення і рецидиви.

### Абдомінальний варіант
До нього відносять такі підваріанти перебігу, як мезаденіт, термінальний ілеїт, апендицит. Розвивається у 10 % хворих на кишковий єрсиніоз. Провідний симптом — біль у животі, постійний або переймиподібний, спочатку без певної локалізації, який через кілька годин — 1-2 дня концентрується у навколопупковій або правій здухвинній ділянці. При пальпації живота виявляється локальна болючість в ілеоцекальній області, нерідко перитонеальні ознаки. Іноді при значному мезаденіті відзначається притуплення перкуторного звуку в правій здухвинній ділянці (позитивний симптом Падалки). У тому випадку, коли проводиться лапаротомія з приводу передбачуваного апендициту, виявляється мезаденіт або термінальний ілеїт, або апендицит (катаральний, рідше — деструктивний). Нерідко в черевній порожнині є незначний серозний або серозно-геморагічний випіт.
Супроводжується, як правило, помірною інтоксикацією і синдромом гастроентериту, в окремих випадках є висип і незначні продуктивні явища з боку ротоглотки. Термінальний ілеїт характеризується запаленням дистального відділу клубової кишки з брижовим аденітом, нерідко має рецидивний, затяжний, а іноді й ускладнений перебіг (некроз слизової, виразковий ілеїт, перитоніт, стеноз термінального відділу клубової кишки, спайкова хвороба). Єрсиніозний мезаденіт має тенденцію до рецидивів і хронізації. При сприятливому перебігу абдомінальна форма закінчується одужанням через 3-6 тижнів.

### Вузлувата еритема
Іноді розвивається вузловата еритема, частіше у жінок, яка являє собою болючі, розміром 2-4 см і більше, підшкірні вузли багряно-синюшного відтінку, розташовані симетрично на кінцівках, у меншій мірі — на тулубі та обличчі. Супроводжується нерідко інтоксикаційними проявами і поліартритом. Вузловата еритема з'являються через 2-3 тижні після перенесеного, часто стертого і малосимптомного, гастроінтестинального або абдомінального варіанту кишкового єрсиніозу, і проходить спонтанно в більшості випадків приблизно через місяць.

### Генералізований варіант
Розвивається слідом за локальними варіантами, однак нерідко спостерігається і первинно-генералізований клінічний перебіг кишкового єрсиніозу, який обумовлена високовірулентними штамами збудника. При генералізованій формі спостерігаються гострий початок хвороби з підвищенням температури тіла до 38-40 ˚С, виражена інтоксикація (головний біль, запаморочення, слабкість, міальгія), поєднання диспептичного, катарального синдромів, висип на шкірі та слизовій рогоглотці, артралгій та артритів. У чверті захворілих відбувається лімфаденопатія, збільшення печінки, селезінки, з'являється незначна жовтяниця склер і шкіри, розвивається справжній гепатит. Висип частіше з'являється на 2-3-й день хвороби, плямисто-папульозний, рідше дрібноплямистий, локалізується на тулубі, обличчі, кінцівках, навколо великих суглобів. Можливі й інші варіанти висипань: розеольозні, геморагічні, папульозні, еритематозні (кільцеподібна, плямиста, ексудативна). Висип зберігається 1-10 днів. Спостерігається глухість серцевих тонів, лабільність пульсу і артеріального тиску. При пальпації живота виявляється болючість і бурчання в ілеоцекальній області. У нирках може розвиватися токсичний нефрит. Перебіг зазвичай сприятливий, однак у третини хворих спостерігаються загострення і рецидиви. У певної частки хворих на єрсиніоз перебіг цього варіанту набуває затяжного чи хронічного характеру, внаслідок чого можуть формуватися системні захворювання.
Септичний та первинно-вогнищевий різновиди генералізованого єрсиніозу розвиваються у хворих з тяжкими фоновими захворюваннями та імунодефіцитними станами. Починаються гостро, супроводжується високою і тривалою гарячкою (від кількох місяців до року) з ознобами, пітливістю, вираженою інтоксикацією, гепатоспленомегалією, жовтяничним синдромом, рецидивуючими (нерідко геморагічними) висипаннями, поліартритом, міокардитом, пневмонією, ураженням ЦНС. При септикопіємічному різновиді в органах і тканинах утворюються гнійні вогнища. Блискавична форма єрсиніозного сепсису супроводжується бурхливим перебігом, розвитком інфекційно-токсичного шоку, ДВЗ-синдрому.

### Вторинно-вогнищевий варіант
Може розвинутися на тлі або після будь-якого з вищезгаданих клінічних варіантів кишкового єрсиніозу, при цьому перші прояви захворювання і вогнищеві ураження, що виникають надалі, відокремлені тривалим періодом (від 4-6 тижнів до декількох місяців). Артритичний різновид такого варіанту проявляється ураженням великих і дрібних суглобів. Можливе виникнення тендосиновіїтів і тендоперіоститів. Артрити реактивні й, як правило, деструкція кісткової тканини відсутня. Перебіг єрсиніозних артритів доброякісний, одужання настає через 2-4 тижні, рідше — 4-6 місяців, але можливий і більш тривалий перебіг (до 2-х років), а також спостерігаються резидуальні артралгії. При єрсиніозному менінгіті менінгеальні симптоми поєднуються з деякими іншими проявами єрсиніозу (висип, катаральний і суглобовий синдроми, ілеїт, збільшення печінки, лімфаденопатія).

## Ускладнення
Розвиваються при тяжкому перебігу захворювання, пізній госпіталізації хворих, наявності фонових хронічних хвороб та імунодефіцитних станів, несвоєчасно розпочатої етіотропної терапії. Найбільш грізними ускладненнями, що приводять до летального результату при генералізованих формах, є інфекційно-токсичний шок, ДВЗ-синдром. Дифузний ілеїт може ускладнитися некрозом слизової, перфорацією кишечника та розвитком перитоніту, стенозом термінального відділу клубової кишки, спайковою хворобою. Можливе формування хронічних форм ілеїту, артритів, тиреоїдиту, увеїту, гломерулонефриту, захворювань сполучної тканини тощо. Септичний і септикопіємічний різновиди генералізованого єрсиніозу характеризуються високою летальністю, яка сягає 30-60 %.

## Діагностика

### Клінічна діагностика
Ґрунтується на виявленні поєднання у різних сполученнях інтоксикаційного, гепатолієнального, суглобового синдромів, ураження шлунково-кишкового тракту, мезаденіту, апендициту, висипу, лімфаденопатії, фарингіту. При обґрунтуванні діагнозу враховують епідеміологічний анамнез, можливий рецидивний перебіг хвороби.

### Лабораторні зміни
Загалом у клінічному аналізі крові виявляється нормальна кількість лейкоцитів за наявності лімфоцитозу, невеликого відсотку атипових мононуклеарів. У більш тяжких випадках — нейтрофільний лейкоцитоз, прискорена ШОЕ. При менінгіті цитоз у спинномозковій рідині сягає до 1000 клітин в 1 мкл, переважають нейтрофіли (60-80 %), кількість білка помірно підвищена, рівень глюкози і хлоридів не перевищує норму. У більшої частини хворих з збільшенням печінки з'являється помірна гіпербілірубінемія і підвищення активності амінотрансфераз. При септичному перебігу спостерігається гіперлейкоцитоз, анемія, висока ШОЕ. За наявності діареї у копроцитограмі (загальний аналіз калу) спостерігається наявність слизу, лейкоцитів, рідше — еритроцитів.

### Специфічна діагностика
Включає методи:
- бактеріологічний — матеріалом для бактеріологічного дослідження є фекалії, сеча, змиви з ротоглотки, кров, мокротиння, жовч, спинномозкова рідина, операційний матеріал. Досліджуваний матеріал засівають на рідке середовище накопичення, витримують у термостаті при температурі +4˚С протягом 3-5 діб (холодове збагачення) з подальшим висівом на щільні середовища Ендо, Левіна, Серова при температурі 25-30°С. Метод наразі вважається найкращим у діагностиці цієї хвороби[5].
- серологічний — використовується для визначення специфічних антитіл до антигенів Y. enterocolitica з 2-го тижня хвороби в парних сироватках з інтервалом 10-14 днів. У ранній період найбільш інформативний імуноферментний аналіз (ІФА) з визначенням IgM і IgA, на 3-4 тижні — ІФА, реакції аглютинації (РА), непрямої гемагютинації (РНГА), зв'язування комплементу (РЗК), реакція виявлення антитіл до білків зовнішньої мембрани єрсиній. Рівень титрів антитіл залежить від тяжкості клінічного перебігу та варіанту хвороби. Діагностичний титр РНГА 1:200, РА — 1:160.
- імунологічний — заснований на виявленні антигенів Y. enterocolitica в клінічному матеріалі (кров, сеча, випорожнення, слина і т. ін.) до 10-го дня від початку хвороби (реакція імунофлюоресценції, непрямої імунофлюоресценції, коаглютинації, аглютинації латексу, радіоімуноферментний метод). Використовують полімеразно-ланцюгову реакцію (ПЛР) і метод імуноблотінга.

## Диференціальна діагностика
Єрсиніоз необхідно диференціювати від ряду захворювань: шигельозу, гострого апендициту, ревматизму, інфекційно-алергічного артриту; при тяжкому генералізованому перебігу — від тифо-паратифозних захворювань, менінгококової інфекції, сепсису, колагенозів.

## Лікування
Проводиться комплексно з урахуванням клінічної форми, тяжкості та періоду захворювання. Етіотропна терапія на сучасному етапі є ведучою, згідно з рекомендаціями ВООЗ передбачає призначення дорослим фторхінолонів, серед яких перевагу надають ципрофлоксацину по 0,5 г 2 рази на добу per os або 0,4 г 2 рази на добу парентерально протягом від 7 діб до 1 місяця в залежності від клінічного перебігу. За наявності менінгіту перевагу віддають пефлоксацину, який проникає через гемато-енцефалічний бар'єр (ГЕБ), в дозі 0,4 г 2 рази на добу парентерально. Рекомендують також у разі несептичного перебігу єрсиніозу сульфаметоксазол-триметоприм (ко-тримоксазол) 0,8 г (в розрахунку на сульфаметоксазол) 2 рази на добу від 3 до 7 діб. Можливе застосування при генералізованому перебігу цефалоспоринів III покоління, серед яких перевагу надають цефтріаксону в дозі 1,0 г 2 рази на добу парентерально різною тривалістю в залежності від клінічної ситуації. В окремих випадках можливе застосування гентаміцину чи доксицикліну. Найважливішим принципом антибіотикотерапії при генералізованому варіанті є безперервність і тривалість курсу антибіотикотерапії (до 7-10-го дня нормальної температури). При септичному перебігу необхідно введення 2-3 антибіотиків різних груп парентерально.
Патогенетична терапія включає дезінтоксикаційні, десенсибілізуючі, вітамінні, метаболічні, антиоксидантні препарати. Лікування хворих вторинно-вогнищевими варіантами є складним, проводиться за індивідуальною схемою. При рецидивуючому, затяжному перебігу єрсиніозного поліартриту, синдрому Райтера, вузлуватої еритеми коротким курсом призначають глюкокортикостероїди. При ураженні суглобів тривалий час застосовують нестероїдні протизапальні препарати. Імунокорегуюча терапія призначається після попереднього обстеження на тлі імунодефіцитного стану, затяжного перебігу, вторинно-вогнищевих форм без автоімунних зрушень.

## Профілактика
Її слід проводити в декількох напрямках:
- санітарний контроль за водопостачанням;
- санітарно-гігієнічні заходи на харчових об'єктах;
- дотримання правил транспортування, зберігання, приготування та реалізації продуктів і готових страв;
- захист продуктових складів, овочесховищ від гризунів, дератизаційні заходи;
- ветеринарний контроль за тваринами;
- санітарно-просвітня робота серед населення.